# YOSHII LOVINSON SUPER LIVE
『YOSHII LOVINSON SUPER LIVE』は吉井和哉のライブ映像作品。

## 解説
吉井和哉のソロデビュー10周年を記念して2013年12月7日に行われたさいたまスーパーアリーナでのライブを収録。収録曲の殆んどはYOSHII LOVINSON名義で発売した楽曲で構成されている。DVD/Blu-rayと付属CDの収録曲は同じである。

## 収録曲
1. 20 GO
2. PHOENIX
3. 黄金バット
4. JUST A LITTLE DAY
5. WANTED AND SHEEP
6. RAINBOW
7. CALL ME
8. SADE JOPLIN
9. FALLIN' FALLIN'
10. SPRIT'S COMING(GET OUT I LOVE ROLLING STONES)
11. NATURALLY
12. 欲望
13. 煩悩コントロール
14. 恋の花
15. SWEET CANDY RAIN
16. TALI
17. FOR ME NOW
18. MUDDY WATER
19. 点描のしくみ
20. ビルマニア
21. WHAT TIME
22. BLOWN UP CHILDREN
23. ノーパン
24. ルビー
25. ALL BY LOVE
26. トブヨウニ

## メンバー
- 吉井和哉 - ボーカル、アコースティック・ギター
- 日下部正則 - エレクトリック・ギター
- ジュリアン・コリエル - エレクトリック・ギター
- ポール・ブシュネル - ベース
- ジョシュ・フリーズ - ドラム
- 鶴谷崇 - キーボード